# Nawasady (stacja kolejowa)
Nawasady (biał. Навасады, ros. Новосады) – stacja kolejowa w miejscowości Nawasady, w rejonie borysowskim, w obwodzie mińskim, na Białorusi. Leży na linii Moskwa - Mińsk - Brześć.